# Lophocebus
Lophocebus és un gènere de micos del Vell Món de la família dels cercopitècids, present a l'Àfrica central. El seu àmbit de distribució s'estén des del nord d'Angola, la República Democràtica del Congo i Tanzània fins al sud-est de Nigèria. Viuen en selves pluvials, a prop dels cursos d'aigua.